# Yunier Fernández
Yunier Fernández Izquierdo, född 1 oktober 1982, är en kubansk parabordtennisspelare. Han tävlar i klassen C1 och har tävlat i tre paralympiska spel (2008, 2020 och 2024).

## Karriär
Vid paralympiska sommarspelen 2024 i Paris tog Fernández guld i C1-klassen i singel efter att ha besegrat brittiske Rob Davies i finalen. Det var Kubas första paralympiska medalj genom tiderna i parabordtennis.